# Stanisław Wyspiański

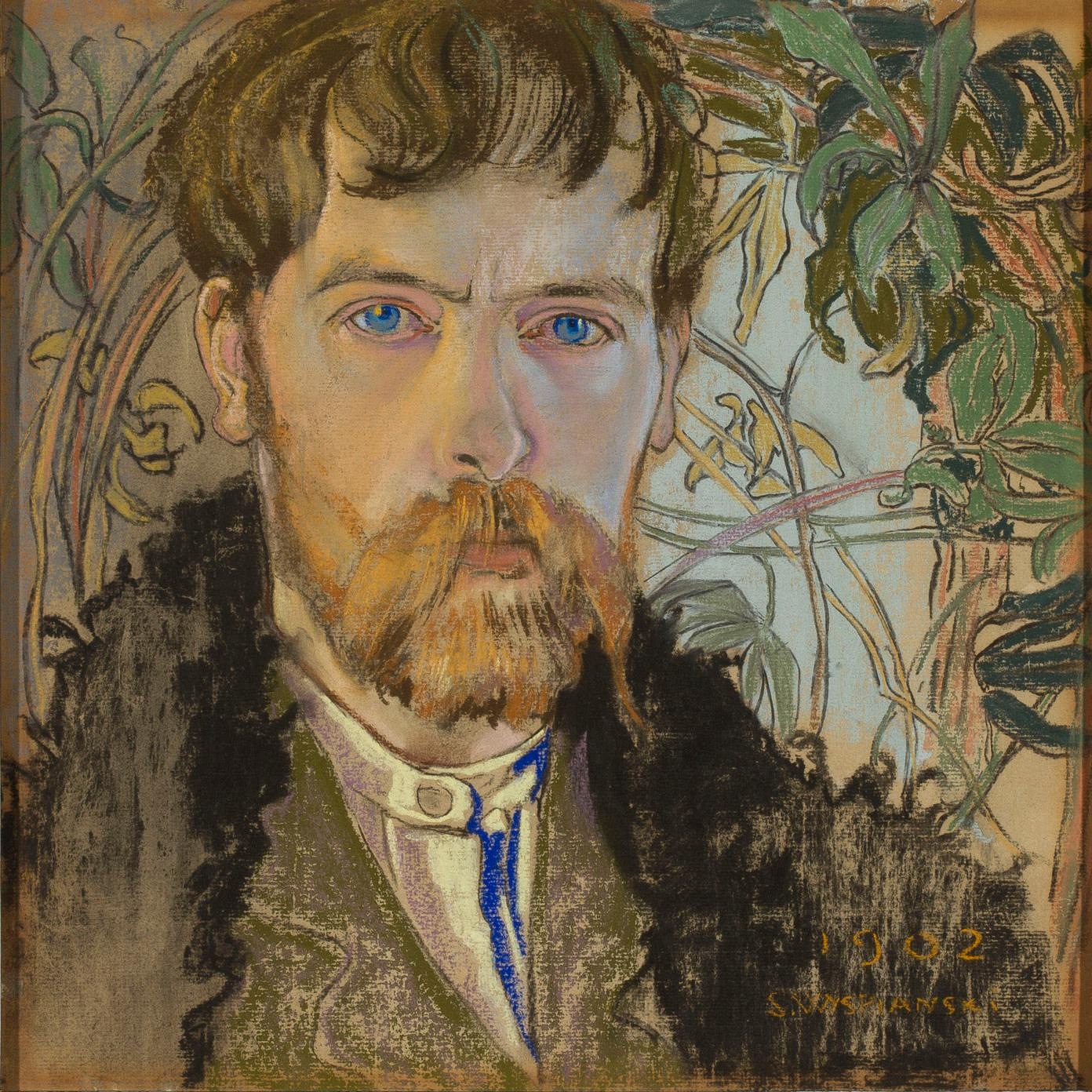
Selbstporträt (1902)

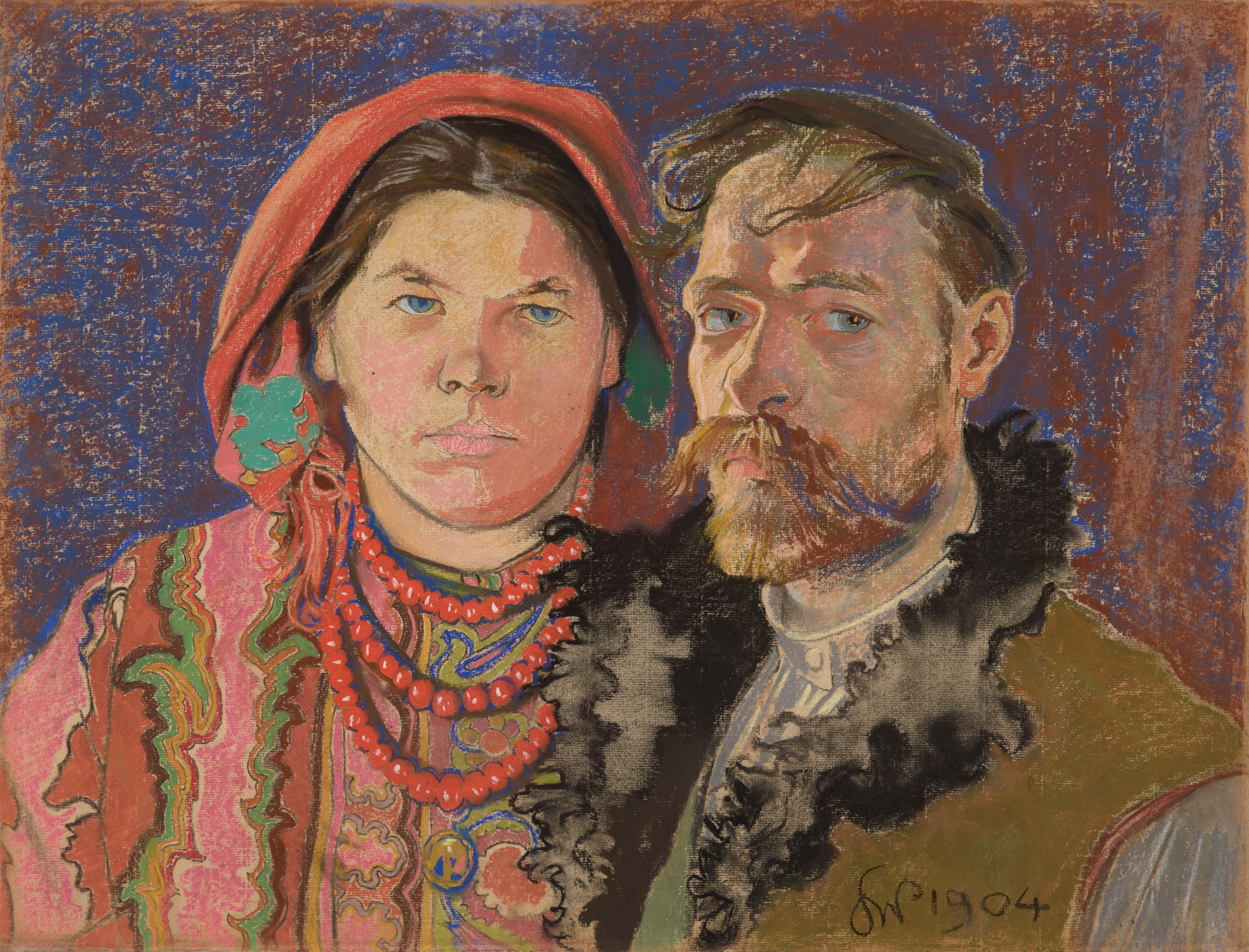
Selbstporträt mit Ehefrau (1904)

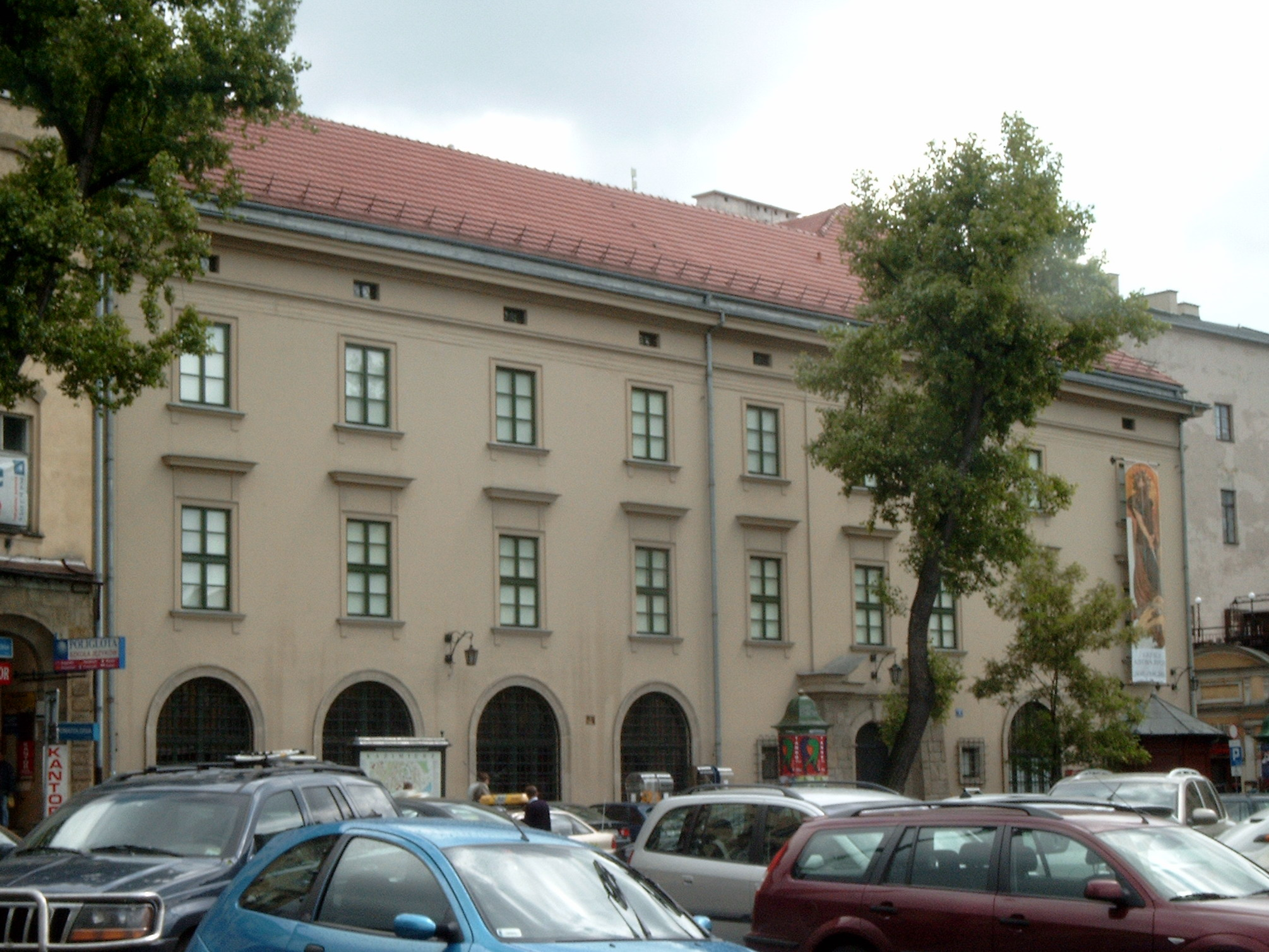
Wyspiański-Museum

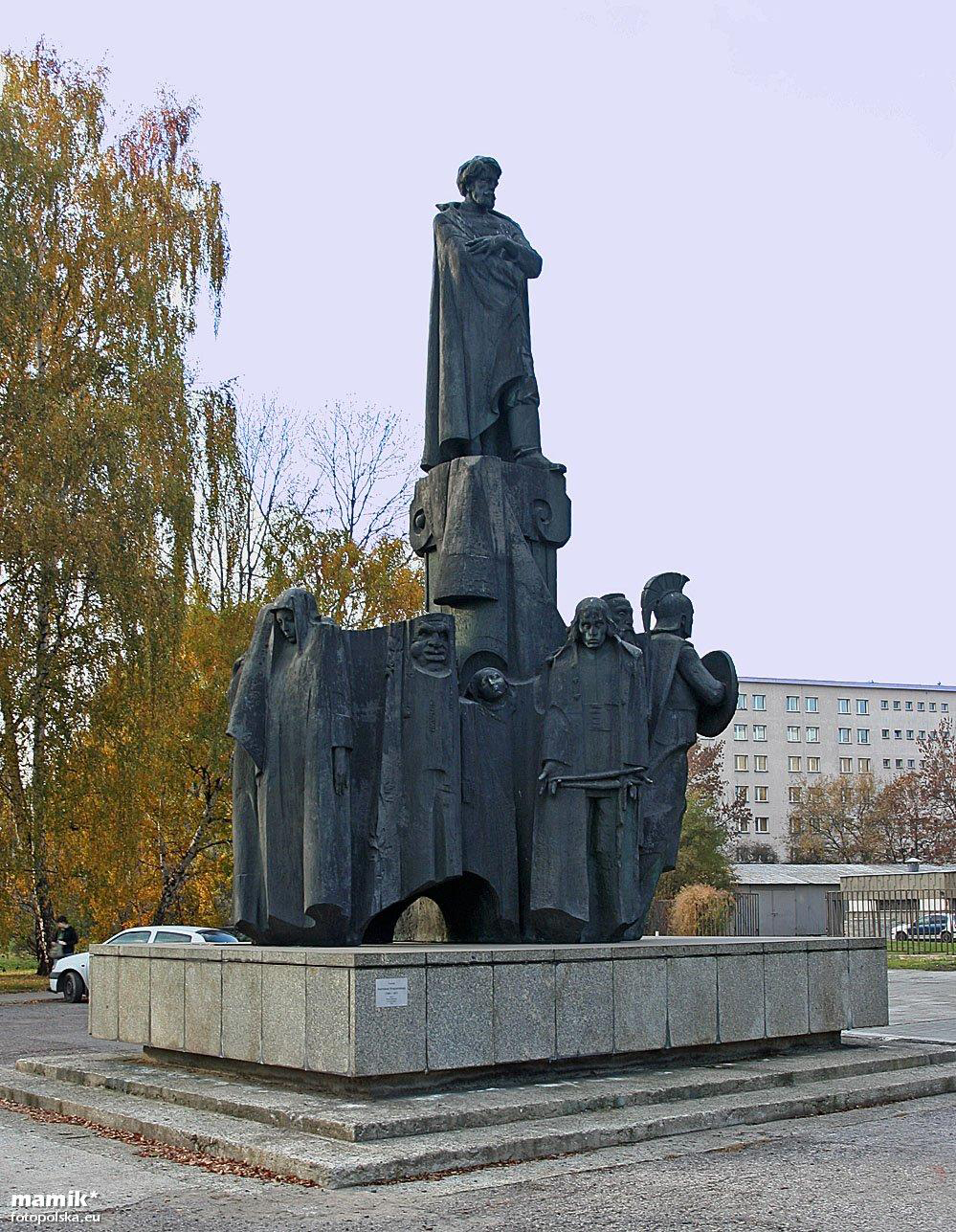
Wyspiański-Denkmal in Krakau

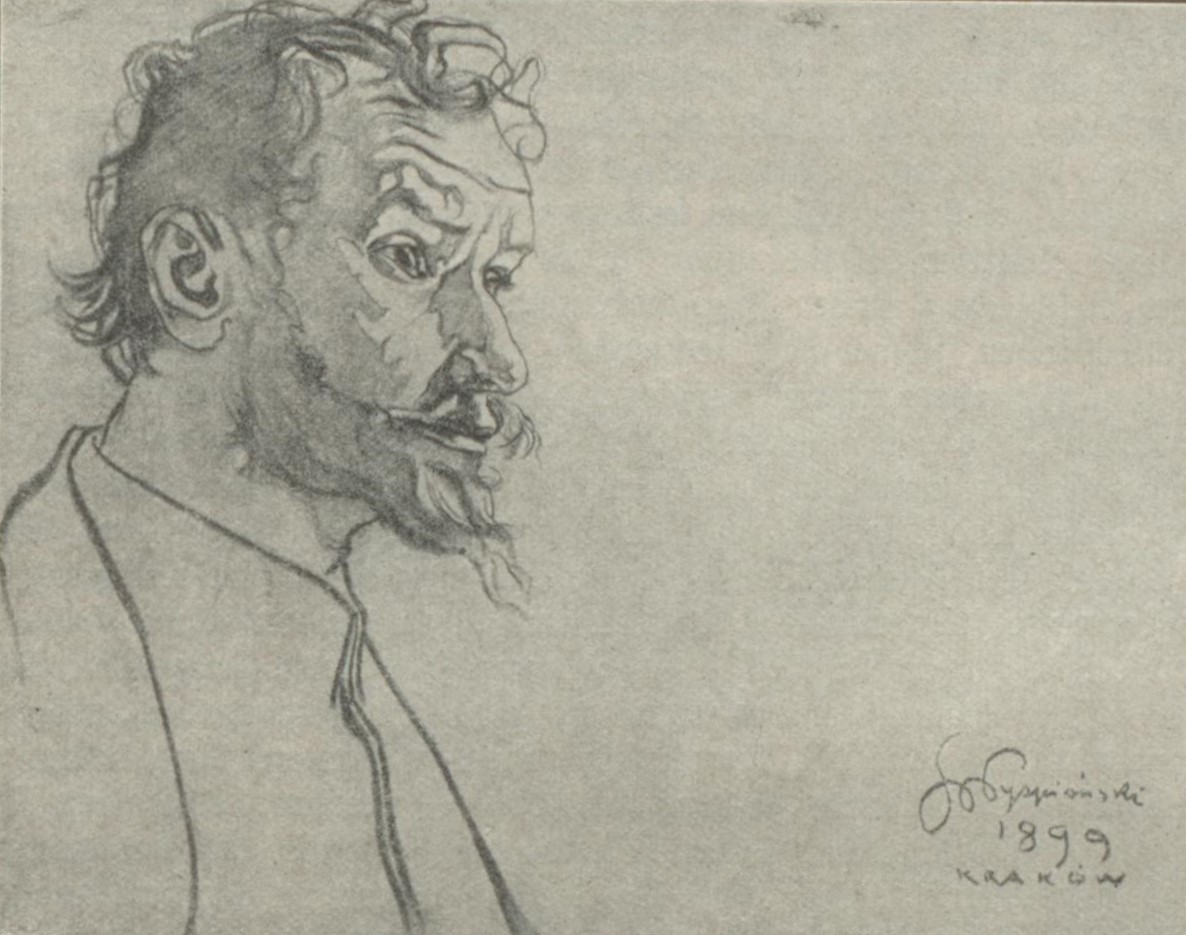
Stanisław Wyspiański malte 1899 den Freund Stanisław Przybyszewski

Stanisław Mateusz Ignacy Wyspiański (geboren 15. Januar 1869 in Krakau, Österreich-Ungarn; gestorben 28. November 1907 ebenda) war ein polnischer Schriftsteller, Maler und Architekt. Er gilt als einer der bedeutendsten Vertreter der Bewegung „Junges Polen“.

## Leben
Stanisław Wyspiański wurde 1869 in Krakau als Sohn von Franciszek Wyspiański, einem Bildhauer, und Maria Rogowska, Tochter eines Grundbesitzers, geboren. Seine Mutter starb bereits 1876, ab 1880 wuchs er bei seiner Tante auf. Sein Onkel Kazimierz Stankiewicz war innerhalb des intellektuellen Bürgertums der Stadt gut vernetzt und förderte ihn früh kulturell. Auf dem Gymnasium gehörten zu seinen Klassenkameraden und Freunden unter anderem Józef Mehoffer, Lucjan Rydel und Stanisław Estreicher. Ab 1887 studierte er Malerei an der Akademie der Bildenden Künste Krakau, seine Lehrer waren Jan Matejko und Władysław Łuszczkiewicz. Gleichzeitig begann er ein Studium der Kunstgeschichte an der Jagiellonen-Universität.
Ermöglicht durch ein Stipendium begann er 1890 eine Europareise und verbrachte viel Zeit in Italien, der Schweiz und Frankreich. 1891–1894 lebte er (mit mehreren Unterbrechungen) in Paris, wo er an der Académie Colarossi studierte. In Paris machte er sich mit dem Werk von Paul Gauguin und des Nabis vertraut.
Nach Abschluss seines Studiums 1897 war er zunächst hauptsächlich als Maler und Zeichner tätig und entwarf Ornamente, Bühnendekorationen und Glasfenster. Zu letzteren zählen beispielsweise die Fenster der Franziskanerkirche in Krakau. Darüber hinaus verfasste er mehrere Theaterstücke, in denen er Themen aus Mythologie und Sagen, aber auch aus der polnischen Geschichte verarbeitete. Sein größter Erfolg war Wesele (Die Hochzeit) im Jahr 1901, insgesamt verfasste er 37 Theaterstücke. Er schrieb nicht nur selbst Theaterstücke, sondern inszenierte auch Werke anderer. Als bedeutsam gilt seine Inszenierung der Totenfeier von Adam Mickiewicz. Er spielte alle vier Teile des Werkes in einer Aufführung; für die nächsten 20 Jahre war diese Adaptierung in ganz Polen maßgeblich. 1905 wurde er zum Professor an der Krakauer Akademie der Bildenden Künste ernannt.
1900 heiratete er die Bauerntochter Teodora Pytko, mit der er drei Kinder hatte. 1907 starb er im Alter von 38 Jahren an der damals unheilbaren Syphilis. Er liegt in der Krypta auf dem Skałkahügel begraben.
Die Werke Wyspiańskis sind heute in vielen polnischen Museen zu finden, unter anderem im Wyspiański-Museum in Krakau.

## Wesele
Sein wohl bekanntestes Stück ist „Wesele“ (Die Hochzeit) von 1901. Dieses basierte auf der im Jahr zuvor tatsächlich stattgefundenen Hochzeit seines Freundes Lucjan Rydel mit einer Bauerntochter aus Bronowice bei Krakau und rief bei seiner Uraufführung einen Skandal hervor. 1973 wurde „Wesele“ von Andrzej Wajda verfilmt. Das Drama in drei Akten wurde 1976 von Henryk Bereska und 1992 von Karl Dedecius übersetzt.
Im 1. Akt treffen sich in der Bauernhütte die einfachen Bauern mit den Künstlern aus der Krakauer Bohème. Im 2. Akt erscheinen plötzlich zwischen den Hochzeitsgästen historische Gestalten aus der Vergangenheit Polens, die eine bittere Abrechnung mit der Gegenwart machen, u. a. der Hofnarr der polnischen Könige Stańczyk (um 1480 – um 1560), der verräterische Großhetman der polnischen Krone Franciszek Ksawery Branicki (1730–1819), der legendäre Schwarze Ritter Zawisza Czarny von Garbów (1379–1428), der Anführer des blutigen Bauernaufstandes 1846 Jakub Szela (1787–1860), der legendäre ukrainische Prophet Wernyhora und der früh verstorbene polnische Maler Ludwik de Laveaux (1868–1894).
Der Hausherr ruft zum Volksaufstand auf – aber der Dorfjunge verliert das von Wernyhora gebrachte goldene Zauberhorn. Am Ende des 3. Aktes erscheint ein in Stroh umwickelter Rosenstrauch mit einer Geige in der Hand – eine vieldeutige Symbolgestalt, – der die Hochzeitsgäste zum hypnotischen Tanz führt (anhörenⓘ).
Ganz unerwartet wurde das Stück, das ursprünglich für den engsten Kreis der Freunde aus der Krakauer Bohème bestimmt war, zu einem der wichtigsten Dramen der polnischen Literatur. Die virtuos geführten Dialoge wurden zur Quelle noch immer gebräuchlicher Redewendungen. Allein schon die ersten Worte: „Cóż tam, panie, w polityce? Chińcyki trzymają się mocno?“ (Czepiec: „Was gibt’s in der Politik? Der Chinese hält sich wacker?!“) werden oft zitiert.

## Werke (Auswahl)

### Theaterstücke
- Warszawianka (dt.: Warschauerin – ein Kampflied der Aufständischen, 1898)
- Weimar 1829 (Fragment, 1904)
- Wesele (dt.: Die Hochzeit, 1901)
- Die Hochzeit : Drama in drei Akten. Aus dem Polnischen übertragen und herausgegeben von Karl Dedecius, Frankfurt am Main : Suhrkamp  1992, ISBN 3-518-40499-7
- Die Hochzeit : Drama in 3 Akten. Aus d. Poln. Übers. u. Nachdichtung von Henryk Bereska. Mit e. Essay von Tadeusz Boy-Żeleński. Mit Farbfotos aus dem Film „Die Hochzeit“ von Andrzej Wajda. Leipzig : Reclam 1977
- Noc listopadowa (dt.: Novembernacht, 1904)
- Acropolis (1904)
- Skałka  (dt.: Königsgruft am Felsen, 1907)

### Glasfenster
- Entwürfe für die Kirchenfenster der Krakauer Franziskanerkirche
- Entwürfe für Glasfenster, die im Wyspiański-Pavillon 2000 am Allerheiligenplatz in Krakau (errichtet im Jahre 2007, gestaltet von Piotr Ostrowski) zu sehen sind, dargestellt sind der Hl. Stanislaus, der Hl. Kasimir und Heinrich II. von Schlesien

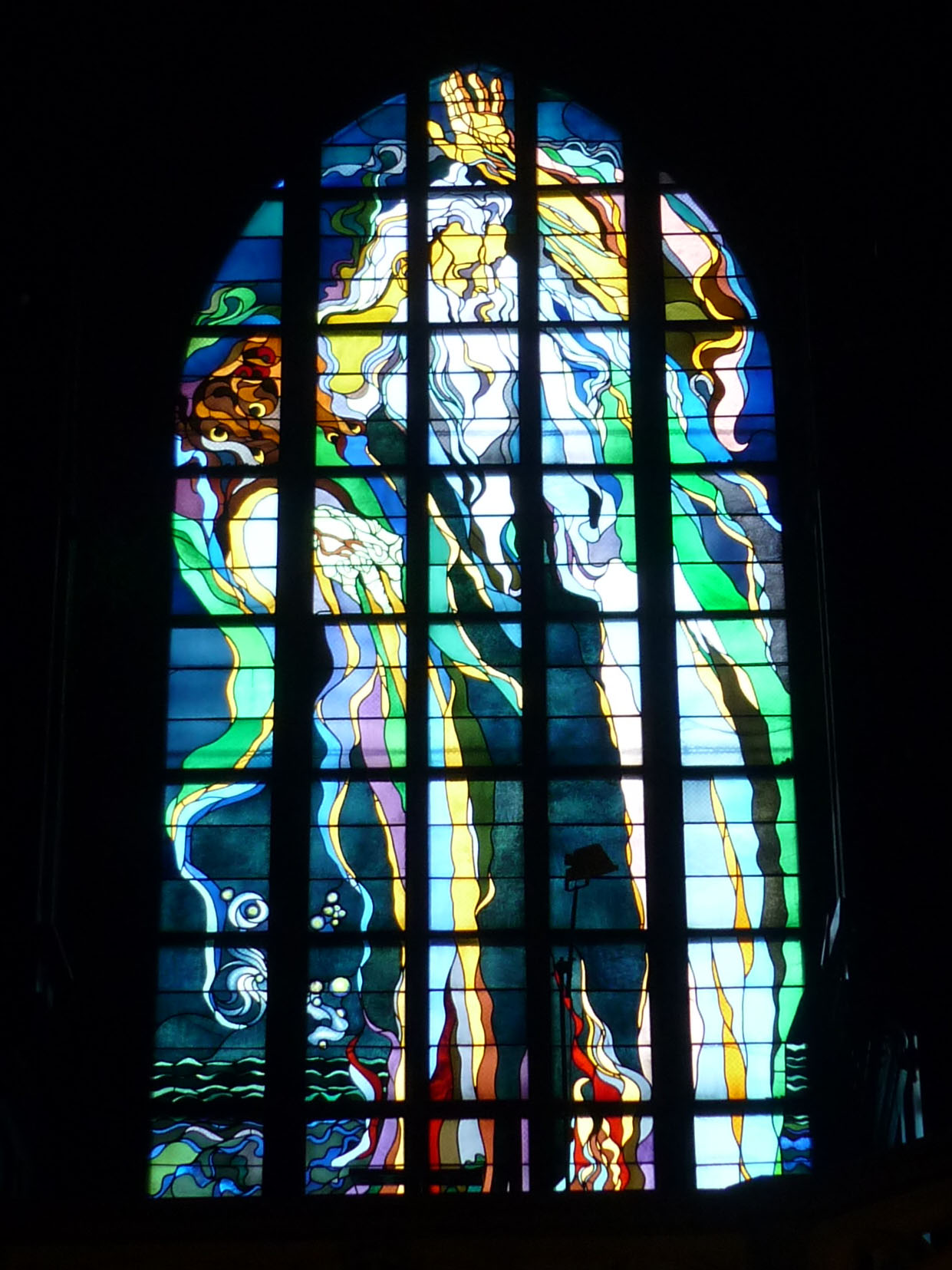
Glasfenster „Gott Vater - werde!“ von Wyspianski an der Westfassade der Krakauer Franziskanerkirche
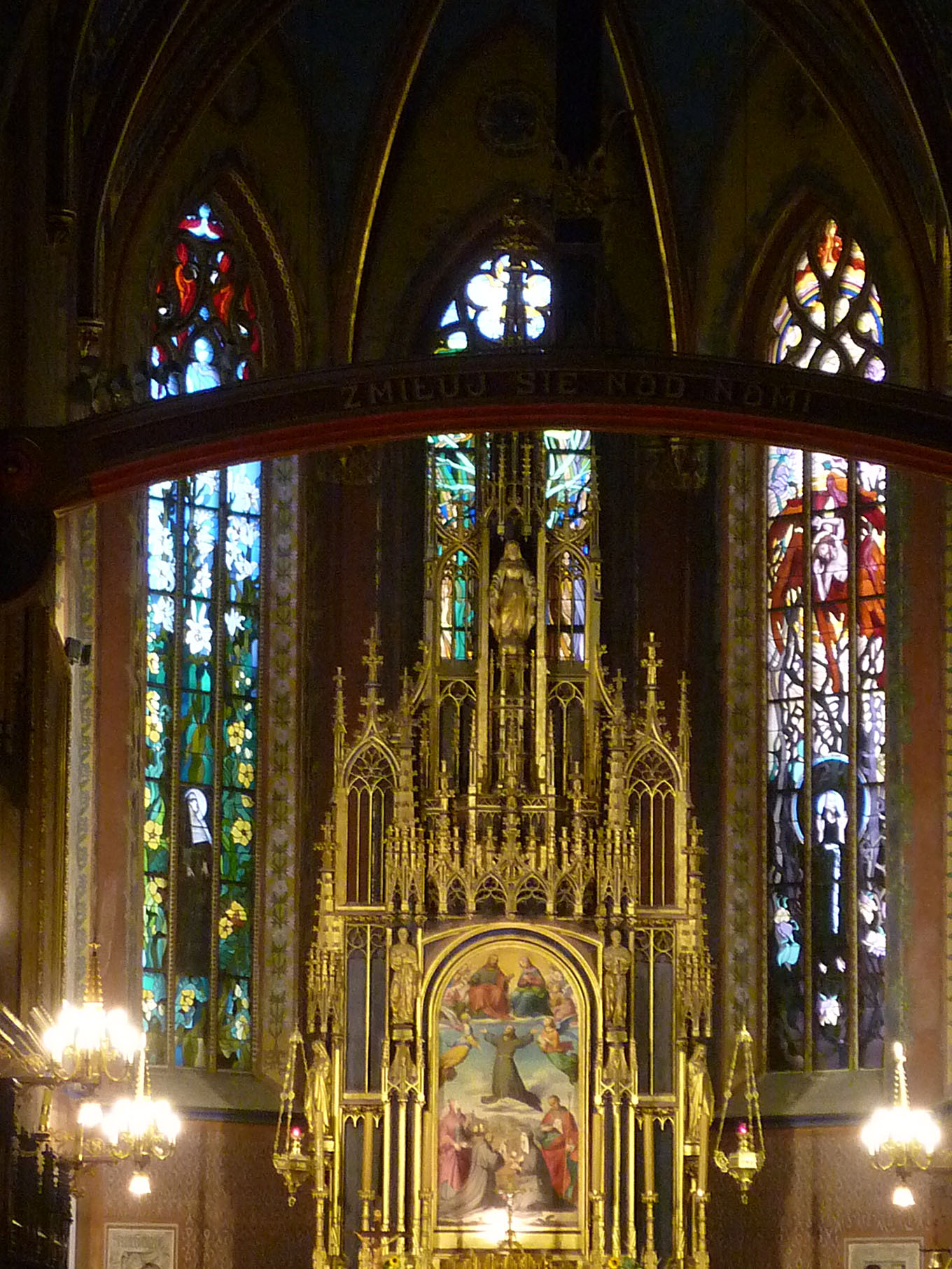
Glasfenster von Wyspianski im Chorraum der Krakauer Franziskanerkirche
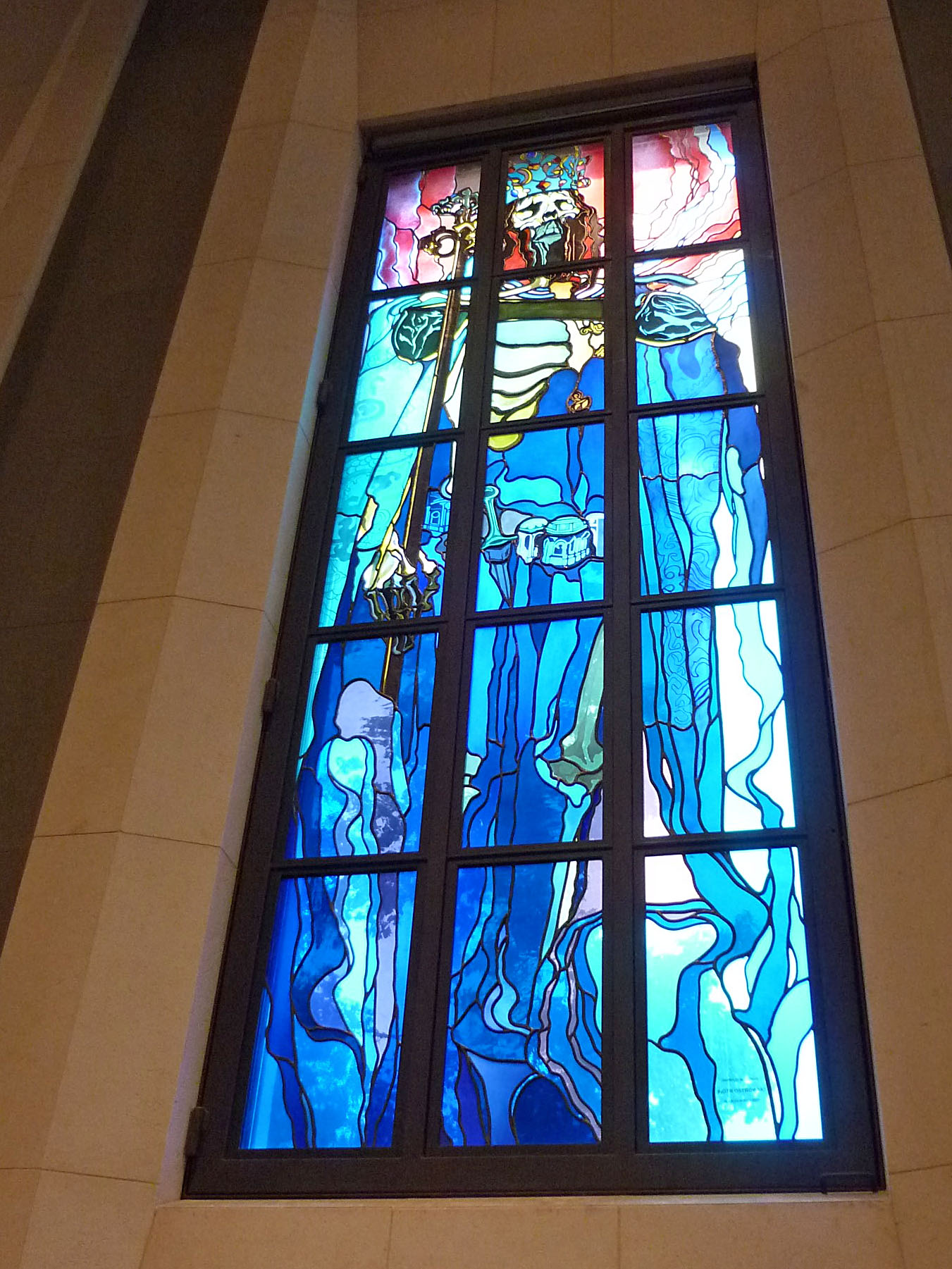
Glasfenster von Wyspianski im Pavillon 2000 (Hl. Kasimir)
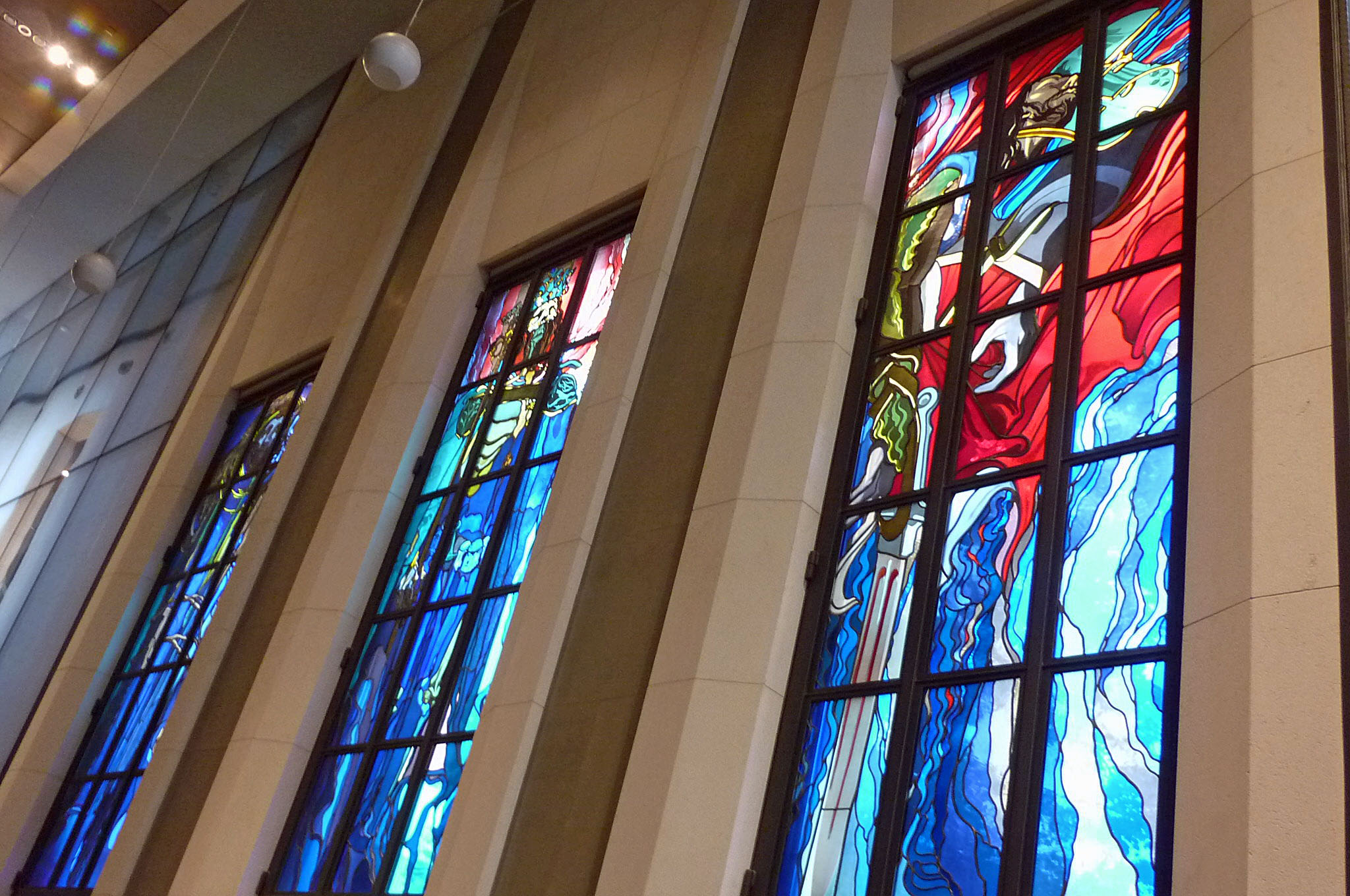
Glasfenster von Wyspianski im Pavillon 2000 (Hl. Stanislaus, Hl. Kasimir und Heinrich II. von Schlesien)

## Museen und Monumente

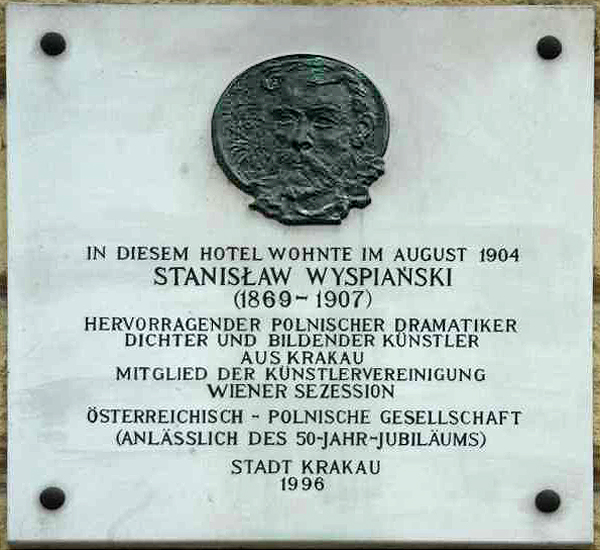
Gedenktafel für Stanisław Wyspiański am Austria Classic Hotel Wien, Praterstraße 72, Wien-Leopoldstadt (enthüllt 1996)

- Im Szołayski Wohnhaus in der Kanonicza-Straße 9 in Krakau findet sich seit 28. November 1983 das Wyspiański-Museum Krakau, als Zweigstelle des Krakauer Nationalmuseums.
- Am Wszystkich Świętych Platz in Krakau wurde 2007 der Wyspiański 2000 Pavilion enthüllt, wo drei von Wyspiańskis Glasfenstern ausgestellt sind.
- 1996 wurde anlässlich des 50. Jubiläums der Österreichisch-Polnischen Gesellschaft an der Fassade des Hotel Nordbahn  (seit 2008 Austria Classic Hotel Wien) auf der Praterstraße 72 im 2. Wiener Gemeindebezirk Leopoldstadt eine Gedenktafel für Stanisław Wyspiański enthüllt, die an Wyspiański's Verbindung zur Wiener Sezession und seinen Aufenthalt im Hotel Nordbahn im Sommer 1904 erinnern soll, wo Wyspiański sein dramatisches Fragment Weimar 1829 verfasste.
- Gegenüber dem Hauptportal des Krakauer Nationalmuseums in der Aleja 3 Maja-Straße, steht ein Monument für Stanisław Wyspiański, am 28. November 1982 enthüllt.
- Das Jahr 2007 wurde vom Polnischen Sejm zum „Wyspiański-Jahr“ ausgerufen.
- Seit 1980 trägt der Wyspianski-Eisfall in der Antarktis seinen Namen.

## Film
- Stanisław Wyspiański bei IMDb
- Wesele bei IMDb